# گینیستا
شهر گینیستا (به سوئدی: Gnesta) در بخش گینیستا در کشور سوئد واقع شده‌است. جمعیت این شهر ۱۳۸۰٫۴۴ نفر است.